# To Wang
To Wang, eigentlich Toghtakhu Törö, andere Schreibweise u. a.: Toytaqutörü, (* 1797; † 1887) war ein mongolischer Prinz und Reformer des 19. Jahrhunderts.

## Leben
Er war ein Enkel des Chechen-Khan Sangjayidorji und amtierte als Jasaq im Osten des Chechen-Khan Aimag bei den Khalka (Äußere Mongolei). Er war gebildet, konnte Mandschurisch, Chinesisch und Tibetisch, unternahm auch mehrere Reisen in andere Teile Chinas, unter anderem nach Tibet.
Um 1820 begann er mit der Reform seines Banners. Er ließ sich die Steuern in Geld bezahlen, Farmen anlegen und verkaufte den Überschuss an seine Nachbarn (Anbau von Getreide, Bau von Wassermühlen). Weiterhin ließ er Mineralquellen auf seinem Gebiet erschließen, holte Chinesen für die Textilverarbeitung und zum Anlernen der Mongolen, ließ Gold schürfen und Salz und Soda gewinnen. Er gründete Schulen für die Kinder seines Banners, unabhängig von der Herkunft, und stellte das Unterrichtsmaterial auch selbst zusammen. 1853 schrieb er ein Buch mit dem Titel Lehren, welche die Lebenshaltung erklären, mit welchem er Empfehlungen zur Weidewirtschaft und zum täglichen Leben in Prosaform verbreitete. 1864 ließ er ein Lehrbuch der mongolischen Orthographie drucken.
To Wang kritisierte die mongolische Kirche, da die Klosterbewohner frei von der Steuerzahlung waren, und warf ihr vor, sich nicht an die moralischen Regeln zu halten. In der Konsequenz plante er 1837 die Zusammenlegung von elf Klöstern und über 1.000 Mönchen zu einem einzigen Kloster. Als er eine Ziegelfabrik zum Zweck des Klosterneubaus und für den Bau eines Palastes gründete, traf er auf allgemeinen Widerstand sowohl bei Lamas – die den Verlust ihres Einflusses und ihrer Privilegien bei den lokalen Nomaden befürchteten, als auch bei den Nomaden, die ihrerseits an die lokalen Tempel gewöhnt waren. Ein ausbrechender Streik führte an  den Rand eines bewaffneten Kampfes zwischen To Wangs Soldaten und den Protestierenden. 1842 entschied der Amban in Urga den Streit zu Ungunsten To Wangs, ließ aber auch die Aufrührer bestrafen.